# Метилпарабен
Метилпарабен (нипагин, метил-4-гидроксибензоат) — метиловый эфир пара-гидроксибензойной кислоты, относится к парабенам. Зарегистрирован в качестве пищевой добавки с номером Е218, применяется в качестве консерванта и антисептика.

## Химическое описание
Метилпарабен представляет собой белое кристаллическое вещество без запаха со слегка жгучим вкусом и лёгким анестезирующим действием. Температура плавления составляет 126,0 °C с энтальпией плавления 166,5 Дж/г. Соединение кристаллизуется в пространственной группе кристаллической решётки Cc (пространственная группа № 9).
| Растворимость в различных растворителях (при 25 ° C в гр./100 гр. растворителя) |      |              |         |        |                     |        |                 |                  |
| Растворитель                                                                    | Вода | Вода (80 °C) | Метанол | Этанол | Полипропиленгликоль | Ацетон | Диэтиловый эфир | Арахисовое масло |
| Растворимость                                                                   | 0,25 | 2,0          | 59      | 52     | 22                  | 64     | 23              | 0,5              |

## Свойства
Вещество активно подавляет рост грамположительных бактерий, менее активно — грамотрицательных бактерий и плесневых грибов. Лучше других эфиров пара-гидроксибензойной кислоты растворяется в воде, но менее эффективен в антибактериальных целях. В основном применяется в комбинации с другими консервантами (например, феноксиэтанолом, имидазолидинмочевиной и другими).

## Применение
Метилпарабен используется в качестве консерванта в шампунях, гелях для душа и других косметических средствах, а также в жидких лекарствах. Он также используется в исследованиях, чтобы избежать нежелательного роста грибков на чашках с бактериологическим агар-агаром.
Метилпарабен одобрен в Европейском союзе в качестве пищевой добавки под номером E218. Натриевая соль (пара-гидроксибензойная кислота метилового эфира натриевой соли, E219) обычно используется чаще из-за лучшей растворимости.

## Безопасность
Существуют разногласия по поводу того, вреден ли метилпарабен или пропилпарабены в концентрациях, обычно используемых в средствах по уходу за телом или в косметике. Управление по санитарному надзору за качеством пищевых продуктов и медикаментов (FDA) считает метилпарабен и пропилпарабен «общепризнанными безопасными» (GRAS) в качестве пищевой добавки для консервации продуктов питания и косметики. Метилпарабен легко метаболизируется обычными почвенными бактериями, что делает его полностью биоразлагаемым.
Метилпарабен легко всасывается из желудочно-кишечного тракта или через кожу. Он гидролизуется до пара-Гидроксибензойной кислоты и быстро выводится с мочой, не накапливаясь в организме. Исследования острой токсичности показали, что метилпарабен практически не токсичен как при пероральном, так и при парентеральном введении у животных. У населения с нормальной кожей метилпарабен практически не вызывает раздражения и сенсибилизации; однако сообщалось об аллергических реакциях на проглатываемые парабены. У астматиков возможны псевдоаллергические реакции, такие как крапивница или астматические приступы. Исследование 2008 года не выявило конкурентного связывания метилпарабена с человеческими рецепторами эстрогена и андрогена, но разные уровни конкурентного связывания наблюдались с бутил- и изобутилпарабеном.
Исследования показывают, что метилпарабен, нанесённый на кожу, может вступать в реакцию с ультрафиолетовым излучением, что приводит к ускоренному старению кожи и повреждению ДНК.